# Jean-Pierre Defrance
Jean-Pierre Defrance (Ruan, 1694 - Ruan,  1768) fue un escultor francés. 
Defrance es conocido principalmente por sus numerosas intervenciones en las antiguas iglesias de Ruan y por su contribución a la decoración de uno de sus monumentos más emblemáticos: la fuente del Gros-Horloge.

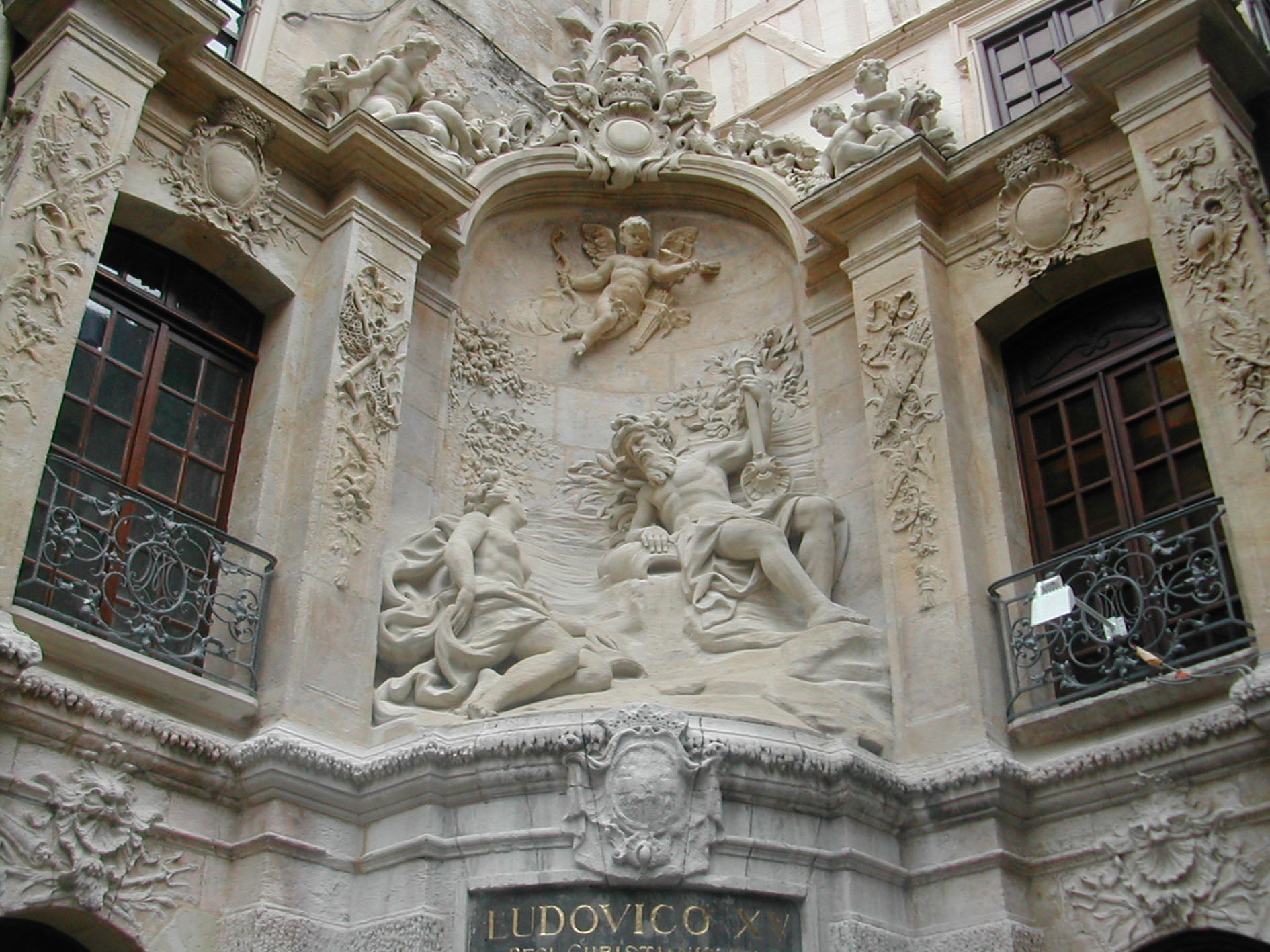
La fuente del Gros-Horloge de Rouen - 1731
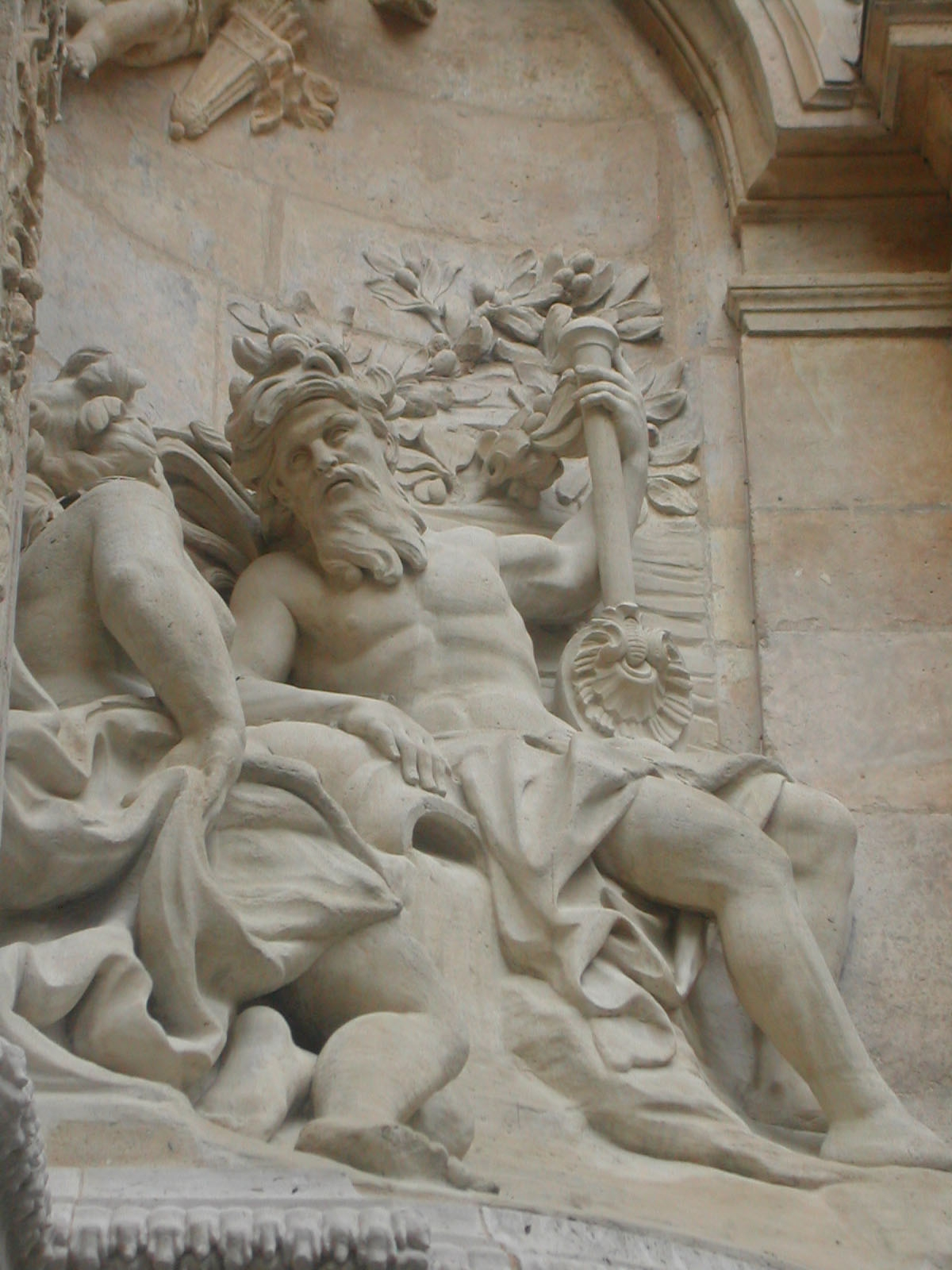
Detalle de las esculturas de la fuente del Gros Horloge de Rouen por Jean-Pierre Defrance - L'Alphée
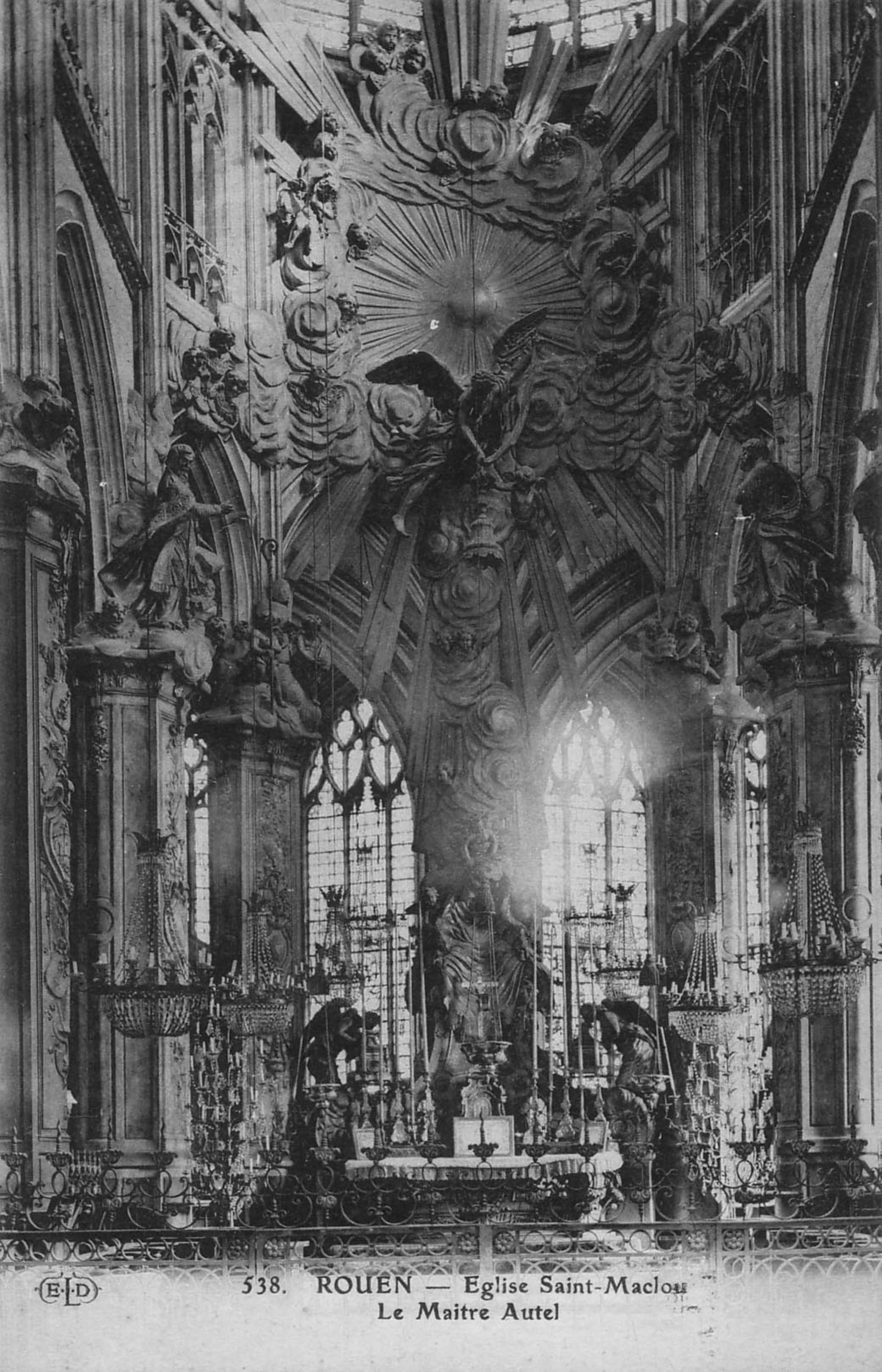
Aspecto de la decoración del antiguo coro de la iglesia de Saint-Maclou de Ruan, de Defrance y Calais (destruido en 1944)
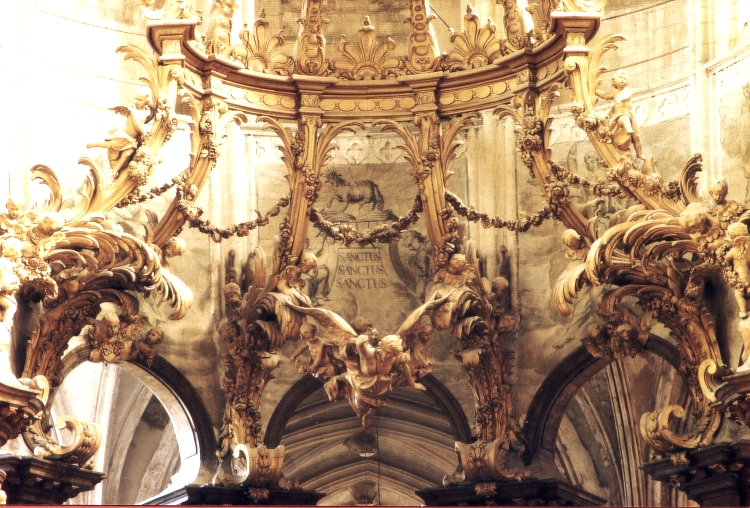
Baldaquino de la abadía de la Trinité de Fécamp